# Шаблыкин, Иван Павлович
Иван Павлович Шаблыкин (1807—1888) — попечитель дома для призрения бедных, председатель совета Московской глазной больницы, председатель Общества поощрения трудолюбия, владелец здания Английского клуба, тайный советник.

## Биография
Родился в 1807 году в Новгороде в семье помещика Павла Петровича Шаблыкина, служившего вахмистром в лейб-гвардии Конном полку, позже — титулярного советника и кавалера ордена Св. Владимира 4-й степени, полицеймейстера в г. Посад Солец Псковской губернии (1816). Потомок новгородского дворянского рода Шаблыкиных, известного с XVI столетия и внесённого в VI часть дворянских родословных книг по Московской (1861), Санкт-Петербургской (до 1845), Тульской, Калужской, Ярославской, Владимирской (с 6 июля 1848) и Рязанской губерниям. Внук капитана Петра Алексеевича Шаблыкина, расправного судьи Владимирской нижней расправы (1781) и Вязниковской нижней расправы (1783). Его сестры: Варвара Павловна, была замужем за А. Я. Мейснером; Ольга Павловна — за Головачёвым. Ещё была сестра Екатерина.
В 1825 году поступил на военную службу фейерверкером в 1-ю гренадерскую артиллерийскую бригаду; был произведён в 1827 году подпрапорщиком в Карабинерный князя Барклая де Толли полк; в 1828 году назначен адъютантом начальника 1-й гренадерской дивизии; в 1829 году за отличное исполнение поручений был награждён бриллиантовым перстнем.
Участвовал в подавлении польского восстания; за проявленную храбрость при местечке Венгрово был награждён орденом Св. Анны 3-й степени (03.09.1831); за взятие Варшавы был награждён орденом Св. Владимира 4-й степени с бантом (19.05.1832).
В 1832—1836 годах служил в лейб-гвардии Егерском полку; 21 сентября 1834 года получил орден Св. Станислава 4-й степени; также имел знак отличия «За военное достоинство» 4-й степени. Уволен из военной службы капитаном.
С 1840 года — на гражданской службе; был определён управляющим Владимирской губернской удельной конторы; через четыре года переведён на ту же должность — в Москву; в 1845 году был пожалован орденом Св. Станислава 2-й степени с императорской короной; около 1846 года получил чин коллежского советника.
В 1847 году вышел в отставку и занялся общественной работой по дворянским выборам. В 1848—1850 годах был предводителем дворянства Вязниковского уезда Владимирской губернии; одновременно в 1848–1851 годах состоял почётным попечителем Владимирской губернской гимназии.
В 1853 году был избран почётным членом Московского городского совета городских приютов. Был причислен к Департаменту уделов (без содержания); 17 апреля 1865 года был произведён в действительные статские советники.
Был владельцем здания Английского клуба, где был активным членом, выполняя обязанности дежурного старшины. В. Гиляровский писал: 

Сезон блюсти надо, — говаривал старшина по хозяйственной части П. И. Шаблыкин, великий гурман, проевший все свои дома. — Сезон блюсти надо, чтобы все было в свое время. Когда устрицы флексбургские, когда остендские, а когда крымские. Когда лососина, когда семга… Мартовский белорыбий балычок со свежими огурчиками в августе не подашь!
Все это у П. И. Шаблыкина было к сезону — ничего не пропустит. А когда, бывало, к Новому Году с Урала везут багряную икру зернистую и рыбу – первым делом ее пробуют в Английском клубе.
Настойки тоже по сезону: на почках березовых, на почках черносмородинных, на травах, на листьях, – и воды разные шипучие – секрет клуба…— Москва и москвичи
Умер в Ницце 22 октября (3 ноября) 1888 года в чине тайного советника. Похоронен на кладбище Новоалексеевского монастыря.

## Семья
Был женат на Екатерине Николаевне Шамшиной (1816—1883), в 1-м браке бывшей за статским советником Василием Владимировичем Шеншиным (28.07.1814—25.05.1859). Их дети:
- Николай (07.02.1836—?)
- Анна (07.03.1837—13.12.1914), 21 сентября 1860 года обвенчалась с князем Николаем Алексеевичем Лобановым-Ростовским; их дети: Алексей (1862—1921), Иван (1866—1947) и дочери Александра, Ольга и Любовь.
- Екатерина, была замужем за Александром Николаевичем Денисовым, гороховецким уездным предводителем дворянства в 1867–1869 годах.
- Павел (24.09.1841–01.11.1895), камергером (1889), чиновник особых поручений V класса при министре императорского двора, гороховецкий уездный предводитель дворянства (1891—1894).